# Cynoglossum bottae
Cynoglossum bottae är en strävbladig växtart som beskrevs av Defl.. Cynoglossum bottae ingår i släktet hundtungor, och familjen strävbladiga växter. Inga underarter finns listade i Catalogue of Life.